# Deciljard
Deciljard är talet 1063 i tiopotensnotation, och kan skrivas med en etta följt av 63 nollor, alltså
1 000 000 000 000 000 000 000 000 000 000 000 000 000 000 000 000 000 000 000 000 000.
Ordet deciljard kommer från det latinska prefixet deci- (tio) och med ändelse från miljard.
En deciljard är lika med en miljon noniljarder eller en miljondel av en undeciljard.
En deciljarddel är 10−63 i tiopotensnotation.